# Port lotniczy Szarm el-Szejk

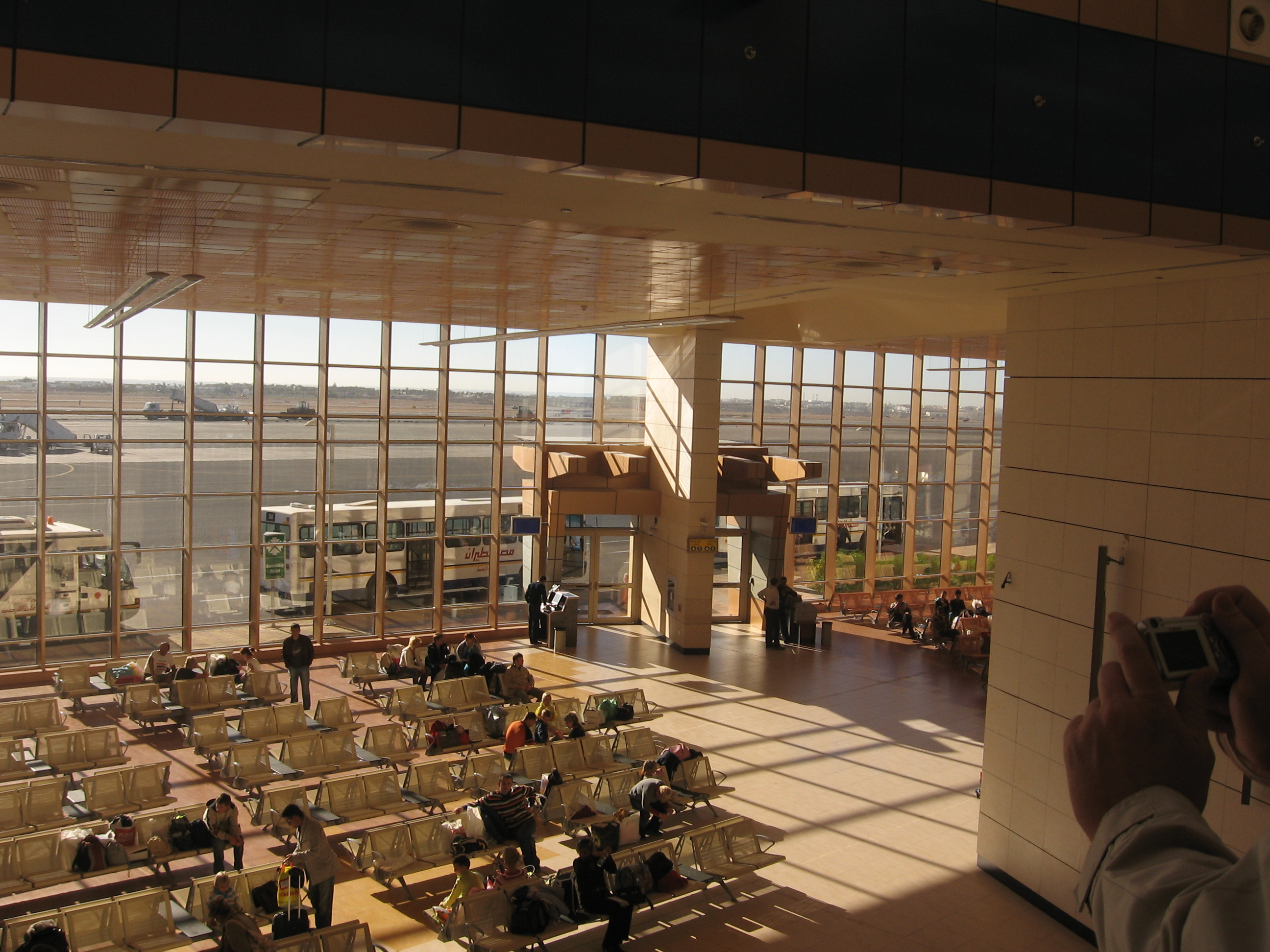
Nowa hala odlotów lotniska

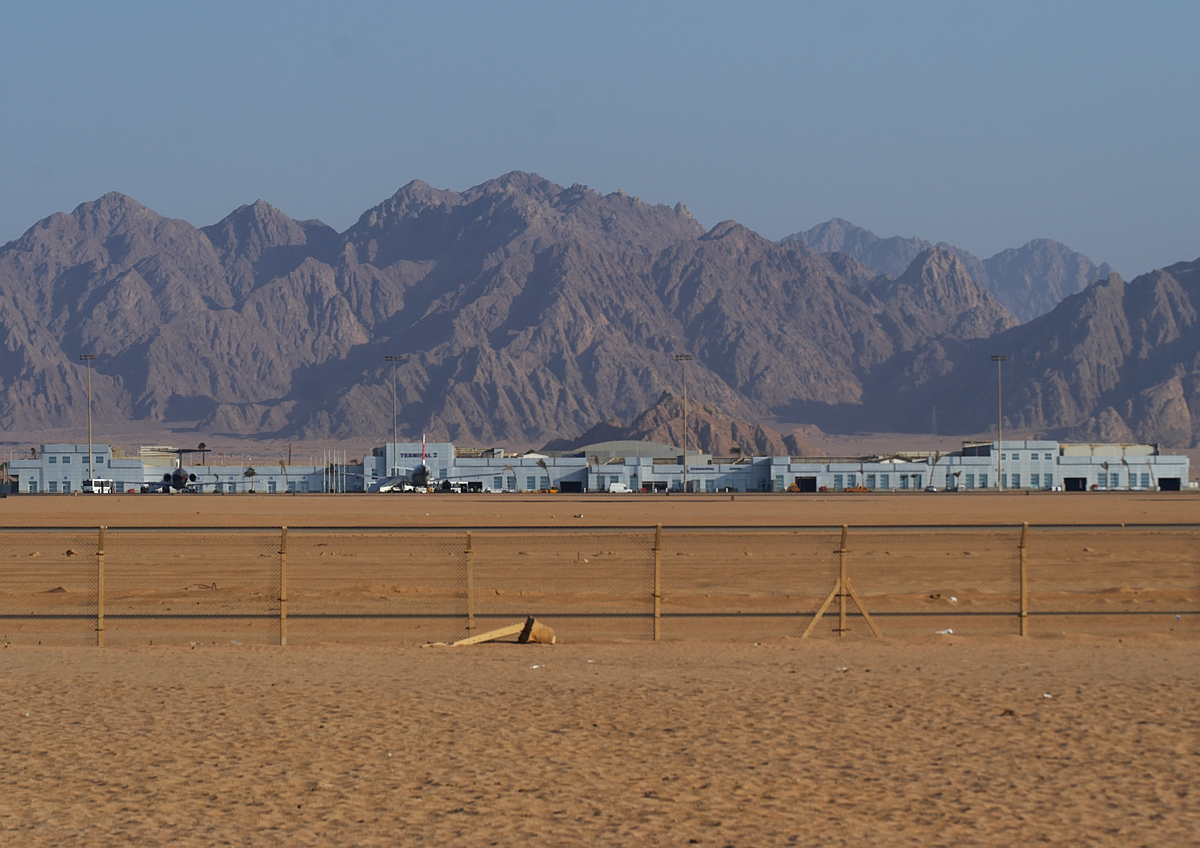
Hangary lotniska

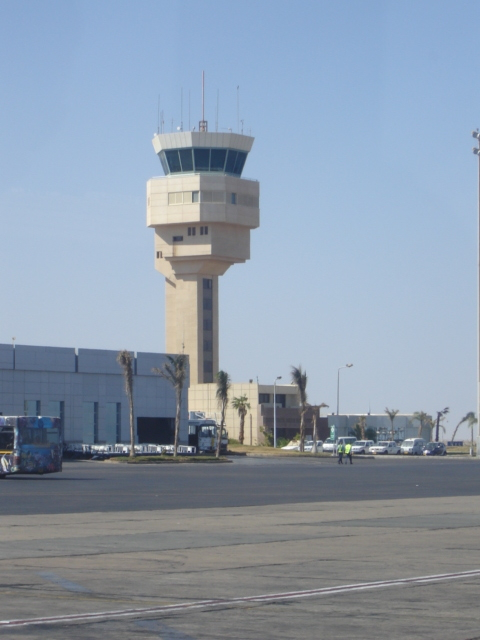
Wieża kontroli lotów

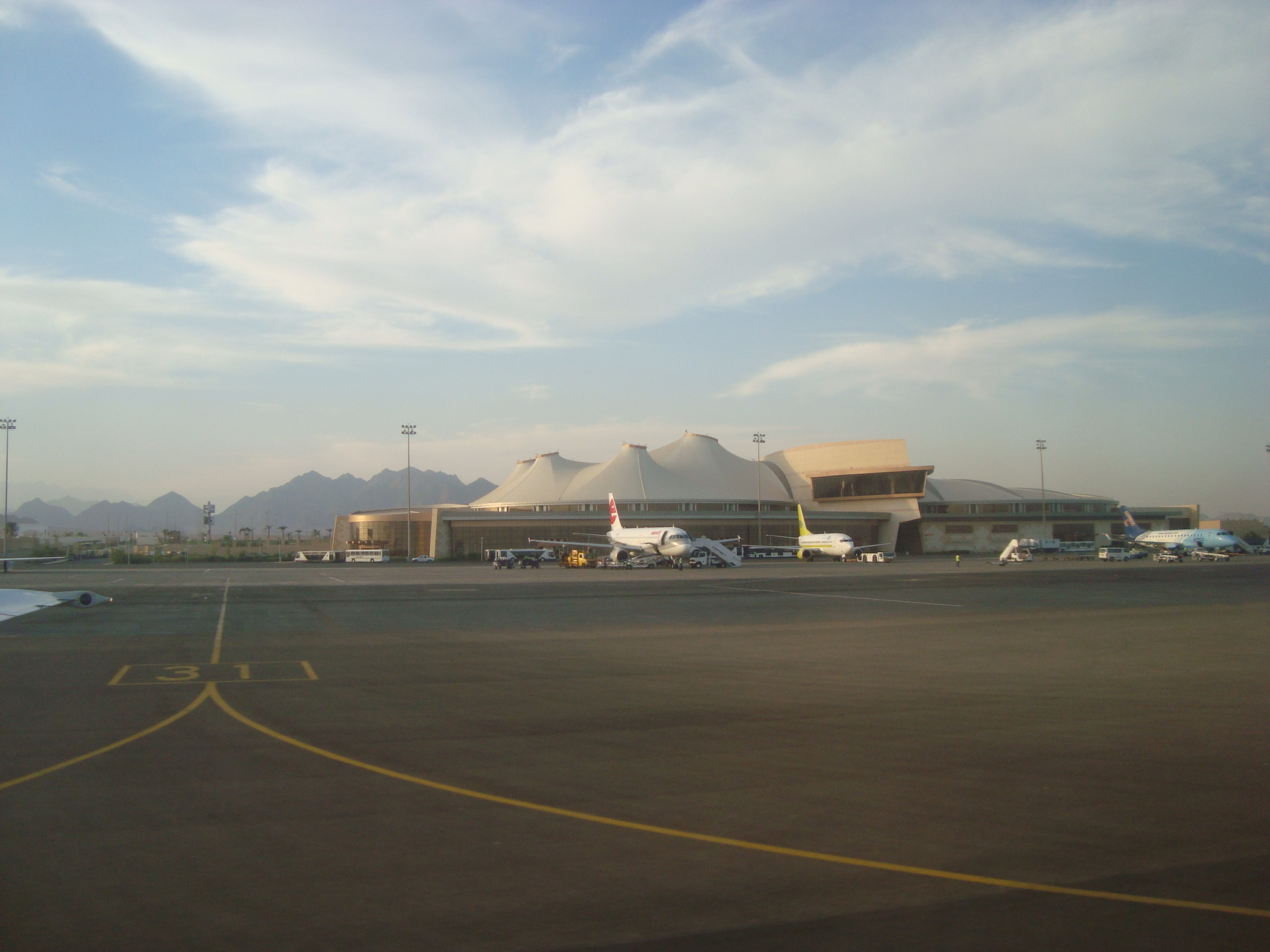
Widok z płyty lotniska

Międzynarodowy port lotniczy Szarm el-Szejk – trzecie co do wielkości ruchu lotniczego lotnisko Egiptu, znajduje się 10 km na północ od centrum Szarm el-Szejk, w dzielnicy Ras Nasrani na równinie Wadi Umm Tartir.
Lotnisko zostało otwarte 14 maja 1968 jako lotnisko wojskowe izraelskiego lotnictwa pod nazwą Ophira International Airport (na okupowanych wówczas przez Izrael terenach półwyspu Synaj). W 1982 po układzie w Camp David przejęte przez Egipt.
23 maja 2007 otwarto drugi nowoczesny terminal z dwoma poziomami powierzchni 43 000 m². Lotnisko ma terminal krajowy i międzynarodowy z sześcioma bramami. Budynek terminalu składa się z trzech komponentów: dwóch hal o okrągłym kształcie spojonych przez klinowate zadaszenie. Hale te służą dla obsługi pasażerów tranzytowych, kontroli paszportowej, są w nim również zlokalizowane sklepy bezcłowe i obszary dla VIP-ów, jak również kawiarnie i restauracje. W nowym terminalu funkcjonuje klimatyzacja. Jego kształt, nawiązując do tutejszej rdzennej kultury, przypomina beduiński namiot.
W 2009 port lotniczy obsłużył 7,4 mln osób. Obsługuje linie czarterowe do i z tego nadmorskiego kurortu oraz regularne linie lotnicze.

## Linie lotnicze i połączenia
| Linia Lotnicza              | Kierunek |
| --------------------------- | --- |
| Aegean Airlines             | Sezonowo: 1. Ateny |
| Aerofłot                    | 1. Moskwa-Szeremietiewo 2. Sankt Petersburg 3. Soczi |
| Air Astana                  | Sezonowo: 1. Ałmaty |
| Air Bucharest               | Sezonowe czartery: 1. Bukareszt |
| Air Cairo                   | 1. Ałmaty 2. Astana 3. Bari 4. Baku 5. Berlin 6. Bolonia 7. Kair 8. Dubaj-Al Maktoum 9. Düsseldorf 10. Frankfurt 11. Luksor 12. Mediolan-Malpensa 13. Monachium 14. Neapol 15. Rzym-Fiumicino 16. Taszkent 17. Wenecja (od 31 marca 2024) 18. Erywań Sezonowo: 1. Aleksandria 2. Amman 3. Casablanca 4. Katania 5. Dżudda 6. Rijad Sezonowe czartery: 1. Aarhus 2. Kopenhaga 3. Kazań 4. Moskwa-Szeremietiewo 5. Madryt 6. Sankt Petersburg 7. Ufa 8. Jekaterynburg |
| Air Serbia                  | Sezonowe czartery: 1. Belgrad |
| Air Baltic                  | Sezonowe czartery: 1. Ryga |
| AlbaStar                    | Sezonowe czartery: 1. Bari 2. Mediolan-Bergamo 3. Mediolan-Malpensa 4. Neapol |
| Alexandria Airlines         | Sezonowe czartery: 1. Casablanca 2. Dżudda 3. Marrakesz 4. Moskwa-Domodiedowo 5. Tanger |
| AlMasria Universal Airlines | Sezonowo: 1. Kair Sezonowe czartery: 1. Królewiec (od 7 kwietnia 2024) 2. Kazań 3. Moskwa-Szeremietiewo 4. Niżny Nowogród 5. Perm 6. Sankt Petersburg 7. Samara 8. Ufa |
| Arkia Israel Airlines       | Sezonowo: 1. Tel Awiw |
| Atlantic Airways            | Sezonowe czartery: 1. Kopenhaga |
| Azerbaijan Airlines         | Sezonowo: 1. Baku |
| AZIMUT                      | 1. Mineralne Wody 2. Soczi |
| Azur Air                    | Sezonowe czartery: 1. Czelabińsk 2. Kazań 3. Moskwa-Wnukowo 4. Niżny Nowogród 5. Perm 6. Sankt Petersburg 7. Samara 8. Ufa 9. Jekaterynburg |
| Belavia                     | Sezonowe czartery: 1. Homel 2. Mińsk |
| BH Air                      | Sezonowe czartery: 1. Sofia |
| British Airways             | 1. Londyn-Gatwick |
| Brussels Airlines           | Sezonowo: 1. Bruksela |
| Chair Airlines              | 1. Zurych |
| DAT                         | Sezonowe czartery: 1. Kopenhaga |
| EasyJet                     | 1. Birmingham (od 2 kwietnia 2024) 2. Bristol 3. Londyn-Gatwick 4. Londyn-Luton 5. Manchester 6. Mediolan-Malpensa 7. Neapol Sezonowo: 1. Berlin 2. Genewa 3. Wenecja |
| Edelweiss Air               | 1. Zurych |
| EgyptAir                    | 1. Kair 2. Hurghada 3. Luksor Sezonowo: 1. Aleksandria Sezonowe czartery: 1. Moskwa-Domodiedowo 2. Trypolis |
| Enter Air                   | Sezonowe czartery: 1. Katowice 2. Warszawa-Okęcie |
| FlyArystan                  | Sezonowe czartery: 1. Atyrau |
| Fly Lili                    | Sezonowe czartery: 1. Bukareszt-Băneasa |
| flyadeal                    | Sezonowo: 1. Dammam 2. Dżudda 3. Rijad |
| FlyEgypt                    | Sezonowe czartery: 1. Taszkent 2. Erywań |
| Flynas                      | 1. Dżudda 2. Rijad Sezonowo: 1. Ad-Dammam |
| FlyOne                      | Sezonowe czartery: 1. Kiszyniów |
| Georgian Airways            | Sezonowo: 1. Tbilisi |
| GetJet Airlines             | Sezonowe czartery: 1. Ryga 2. Tallinn 3. Wilno |
| Gulf Air                    | Sezonowo: 1. Bahrajn |
| IFly                        | Sezonowe czartery: 1. Moskwa-Wnukowo |
| Iraqi Airways               | Sezonowe czartery: 1. Bagdad |
| Israir Airlines             | Sezonowe czartery: 1. Tel Awiw |
| ITA Airways                 | Sezonowe czartery: 1. Rzym-Fiumicino |
| Jazeera Airways             | Sezonowo: 1. Kuwejt |
| Jordan Aviation             | Sezonowo: 1. Amman |
| Kuwait Airways              | Sezonowo: 1. Kuwejt |
| Middle East Airlines        | Sezonowe czartery: 1. Bejrut |
| Neos                        | 1. Bolonia 2. Mediolan-Malpensa 3. Rzym-Fiumicino 4. Werona Sezonowo: 1. Bari 2. Mediolan-Bergamo 3. Katania 4. Neapol 5. Rimini |
| Nile Air                    | 1. Kair Sezonowo: 1. Taszkent |
| Pegasus Airlines            | 1. Stambuł-Sabiha Gökçen Sezonowo: 1. Antalya |
| Petroleum Air Services      | Sezonowe czartery: 1. Bejrut 2. Kair |
| Red Sea Airlines            | Sezonowe czartery: 1. Biszkek |
| Red Wings Airlines          | Sezonowe czartery: 1. Kazań 2. Moskwa-Domodiedowo 3. Moskwa-Żukowskij 4. Sankt Petersburg 5. Soczi |
| Rossija                     | Sezonowe czartery: 1. Moskwa-Szeremietiewo 2. Sankt Petersburg 3. Soczi 4. Jekaterynburg |
| Royal Jordanian             | Sezonowo: 1. Amman |
| Saudia                      | 1. Dżudda 2. Rijad |
| Skyline Express             | Sezonowe czartery: 1. Warszawa-Radom |
| SmartLynx Airlines          | Sezonowe czartery: 1. Ryga 2. Tallinn |
| Smartwings                  | Sezonowe czartery: 1. Praga |
| Sunday Airlines             | Sezonowe czartery: 1. Aktobe 2. Ałmaty 3. Kustanaj 4. Astana 5. Uralsk 6. Szymkent |
| Sun d’Or                    | 1. Tel Awiw |
| SunExpress                  | 1. Antalya |
| Transavia.com               | Sezonowo: 1. Amsterdam 2. Paryż-Orly |
| TUI Airways                 | 1. Birmingham 2. Bristol 3. Cardiff (powrót od 7 października 2024) 4. East Midlands 5. Glasgow 6. Londyn-Gatwick 7. Londyn-Stansted 8. Manchester 9. Newcastle |
| TUI fly Belgium             | 1. Bruksela Sezonowo: 1. Ostenda/Brugia |
| TUI fly Netherlands         | Sezonowo: 1. Eindhoven 2. Rotterdam |
| Turkish Airlines            | 1. Stambuł |
| Ural Airlines               | 1. Kazań 2. Jekaterynburg Sezonowe czartery: 1. Moskwa-Domodiedowo 2. Ufa 3. Wołgograd |
| Uzbekistan Airways          | Sezonowo: 1. Taszkent |
| Vueling Airlines            | Sezonowo: 1. Barcelona |
| Wizz Air                    | 1. Budapeszt 2. Mediolan-Malpensa 3. Rzym-Fiumicino 4. Wiedeń Sezonowo: 1. Londyn-Gatwick 2. Londyn-Luton 3. Wenecja |

## Wydarzenia lotnicze związane z lotniskiem Szarm el-Szejk

### Bitwa powietrzna Ofira
Bitwa Ofira, która miała 6 października 1973, w pobliżu izraelskiej bazy powietrznej Ofira (dziś Szarm el-Szejk), była jedną z pierwszych bitew lotniczych w czasie wojny Jom Kipur. Udział wzięły, po stronie izraelskiej dwa Phantomy F-4, a po stronie egipskiej dwadzieścia myśliwców MiG-ów 17 i osiem eskortujących je MiG-ów-21. W ciągu trwającej sześć minut bitwy siedem MiG-ów zostało zestrzelonych. Pozostałe samoloty, w tym oba Phantomy, powróciły do baz.

### Operacja Entebbe
3 lipca 1976 z lotniska Ofira, będącego wówczas pod okupacją izraelską, wystartowały cztery samoloty transportowe C-130 Hercules i dwa samoloty Boeing 707 Sił Powietrznych Izraela z komandosami w celu uwolnienia zakładników z porwanego w Atenach samolotu Air France, lot 139 (operacja Entebbe).

### Katastrofa 737 pod Szarm el-Szejk
3 stycznia 2004 samolot Boeing 737 egipskich linii Flash Airlines runął do Morza Czerwonego do zatoki Naama Bay zaraz po starcie z Portu Lotniczego Szarm el-Szejk. Nikt z 148 pasażerów (w tym 135 Francuzów) nie przeżył. Przyczyną była prawdopodobnie awaria.

### Katastrofa Airbusa A321 na półwyspie Synaj
31 października 2015 roku o 5:00 Airbus A321 rosyjskich linii Metrojet wystartował z portu lotniczego Szarm el-Szejk. 22 minuty później bomba znajdująca się w ładowni samolotu eksplodowała w ogonie samolotu, doprowadzając do katastrofy. Zginęły 224 osoby. Bomba została podłożona prawdopodobnie przez jednego z pracowników lotniska.